# Флёров, Юрий Арсениевич
Ю́рий Арсе́ниевич Флёров (род. 3 марта 1942, Свердловск) — российский учёный-математик, член-корреспондент РАН, доктор физико-математических наук, профессор МФТИ, профессор ВМК МГУ. Заместитель директора Вычислительного центра им. А. А. Дородницына РАН.

## Биография
В 1959 году Юрий Флёров окончил среднюю школу № 13 в городе Рига.
В 1965 году окончил аэромеханический факультет Московского физико-технического института.
В 1968 году окончил аспирантуру МФТИ.
В том же году Юрий Флёров начал трудовую деятельность в должности младшего научного сотрудника Вычислительного центра АН СССР.
Кандидат физико-математических наук (1971), тема диссертации «Многоуровневые динамические игры и игры автоматов» (научный руководитель В. Г. Срагович).
В 1975 году присвоено звание старшего научного сотрудника.
В 1978 году присвоено звание доцента.
В 1981 году был награждён премией Совета Министров СССР в области науки и техники.
Доктор физико-математических наук (1987).
В том же 1987 году присвоено звание профессора.
22 мая 2003 года был избран членом-корреспондентом РАН в Отделение математических наук (секция прикладной математики и информатики).
В настоящее время — научный руководитель отделения 2 ФИЦ ИУ РАН «Моделирование сложных физических и технических систем».
Профессор Московского физико-технического института, где читает курс дискретного анализа и спецкурс по автоматизации проектирования.
С 2003 года работает в МГУ в должности профессора кафедры исследования операций факультета ВМК МГУ.

## Область научных интересов
Математическое моделирование, вычислительная математика, дискретная математика.
Юрий Флёров — один из ведущих специалистов в области прикладной математики и информатики, в теории построения и методах реализации информационно-вычислительных систем и систем автоматизированного проектирования в машиностроении.

## Научная деятельность
Юрием Флёровым
- исследованы многоуровневые динамические игры и игры автоматов, получены окончательные результаты о предельном поведении и асимптотической оптимальности стохастических автоматов с переменной структурой;
- развита эргодическая теория асимптотической оптимальности поведения автоматов в многоуровневых динамических играх;
- предложен и развит метод декомпозиции на основе агрегирования переменных для широкого класса экстремальных задач (1973);
- создано новое научное направление анализа и синтеза объектов инженерной геометрии, являющееся основой автоматизации инженерного труда в машиностроении;
- разработаны математические методы и создано программное обеспечение диалогового комплекса, позволяющего вести процесс формирования геометрических объектов с заданными свойствами;
- получен ряд глубоких математических результатов, связанных с обоснованием вычислительных методов и алгоритмов: решена задача консервативной интерполяции и аппроксимации; изучены методы теоретико-группового анализа инвариантности алгоритмов синтеза относительно групп преобразований; развиты топологические методы анализа и синтеза поверхностей и тел в трёхмерном пространстве.

Последние работы Юрия Флёрова посвящены созданию языкового, информационного и программного обеспечения интеллектуальной инструментальной среды для описания логических и вычислительных моделей, применяемых в практике создания сложных информационно-вычислительных систем.
Подготовил 11 кандидатов наук.
Автор более 100 научных работ, в том числе пяти монографий.
Член редколлегии журнала «Информационные технологии и вычислительные системы».
Член Совета Российского общества исследования операций.
Заместитель председателя специализированного совета и член двух специализированных советов по защите докторских диссертаций.

## Основные публикации
Книги и брошюры
- Пшеничнов Г. И., Кашин Г. М., Флёров Ю. А. Метод автоматизированного проектирования самолёта. М.: Машиностроение, 1979. 165 с.
- Флёров Ю. А. Локальный синтез плоских кривых методом введения простых дополнительных узлов — М.: Наука, 1985, сер. «Проблемы прикладной математики и информатики»;
- Флёров Ю. А. Групповой метод анализа инвариантности алгоритмов синтеза кривых. — М.: Наука, Кибернетика и вычислительная техника, № 3, 1987;
- Краснощёков П. С., Савин Г. И., Флёров Ю. А. Современное состояние и тенденции развития информационных технологий в России. Министерство науки и технической политики. М., 1996. 8 п.л.

Статьи
- Краснощёков П. С., Флёров Ю. А. Иерархия задач проектирования. // В сб. Задачи и методы автоматизированного проектирования в авиастроении. М: ВЦ АН СССР, 1991. С. 3—23.
- Вышинский Л. Л., Самойлович О. С., Флёров Ю. А. Программный комплекс формирования облика летательных аппаратов. // В сб. Задачи и методы автоматизированного проектирования в авиастроении. М: ВЦ АН СССР, 1991. С. 24—42.
- Флёров Ю. А. Генератор проектов — инструментальный комплекс для разработки «клиент-серверных» систем. // Информационные технологии и вычислительные системы, № 1—2, 2003.
- Краснощёков П. С., Савин Г. И., Фёдоров В. В., Флёров Ю. А. Автоматизация проектирования сложных объектов машиностроения // Автоматизация проектирования. 1996. № 1. 8 с.
- Краснощёков П. С., Фёдоров В. В., Флёров Ю. А. Элементы математической теории принятия проектных решений // Автоматизация проектирования. 1996. № 2. 12 с.
- Краснощёков П. С. Фёдоров В. В., Флёров Ю. А. Развитие математической теории принятия проектных решений // Автоматизация проектирования, 1999. № 3(12). 11 с.

## Учебные пособия
- Курочкин В. М., Столяров Л. Н., Сушков Б. Г., Флёров Ю. А.. Теория и реализация языков программирования: Курс лекций. — М.: МФТИ, 1973. || . — 2-е изд. — 1978.
- Флёров Ю. А., Мазурик В. П., Сушков Б. Г. Сборник задач по вычислительным системам. Долгопрудный: МФТИ, 1975 г. 8 п.л.
- Флёров Ю. А., Мазурик В. П., Медведев А. Е., Сушков Б. Г. Теория автоматизированных систем проектирования. Долгопрудный: МФТИ, 1978 г., 6 п.л.
- Журавлёв Ю. И., Флёров Ю. А. Дискретный анализ. Ч. 1. Долгопрудный: МФТИ, 1999 г. 136 с., ISBN 5-7417-0108-6
- Журавлёв Ю. И., Флёров Ю. А., Федько О. С., Дадашев Т. М. Сборник задач по дискретному анализу. Комбинаторика. Элементы алгебры логики. Теория графов. М.: МЗ-Пресс, 2000 г. 89 с.
- Журавлёв Ю. И., Флёров Ю. А., Вялый М. Н. Дискретный анализ. Основы высшей алгебры. М.: МЗ-Пресс, 2006 г. (208 с., ISBN 5-94073-097-3) и 2007 г. (2-е изд., испр. и доп., 224 с.)
- Журавлёв Ю. И., Флёров Ю. А., Вялый М. Н. Дискретный анализ. Формальные системы и алгоритмы. М.: МЗ-Пресс, 2010 г. 336 с. ISBN 978-5-86567-092-1.
- Дискретный анализ. Комбинаторика. Алгебра логики. Теория графов: учеб. пособие для студ. вузов по направл. «Прикладные математика и физика» / Ю. И. Журавлёв, Ю. А. Флёров, О. С. Федько; — Москва : МФТИ, 2012. — 248 с. : ил., табл.; 21 см; ISBN 978-5-7417-0423-3
- Журавлёв Ю. И., Флёров Ю. А., Вялый М. Н. Основы высшей алгебры и теории кодирования. — М.: ФУПМ МФТИ, 2019. — С. 144. — 305 с.

## Награды и премии
- Премия Совета Министров СССР в области науки и техники — 1981 год
- Премия Правительства Российской Федерации в области образования — за цикл трудов «Становление математической культуры в высшей школе в единстве теории и практики» для образовательных учреждений высшего профессионального образования — 2008 год — (совместно с Вялым М. Н., Никитиным А. А., Михеевым Ю. В., Коноваловым А. Н.)[2]
- Медаль «В память 850-летия Москвы» (1997)
- Медаль ордена «За заслуги перед Отечеством» II степени (5 февраля 2024 года) — за большой вклад в развитие отечественной науки, многолетнюю плодотворную деятельность и в связи с 300-летием со дня основания Российской академии наук[3]